# Piraí do Norte
Piraí do Norte este un oraș în statul Bahia (BA) din Brazilia.